# Autódromo Internacional Nelson Piquet
Koordinati:   22°58′32″S, 43°23′42″W
Autódromo Internacional Nelson Piquet (tudi Circuit Jacarepagua) je dirkališče, ki leži v brazilskem mestu Rio de Janeiro. V letih 1978 in 1989 je gostilo dirko Formule 1 za Veliko nagrado Brazilije. Poimenovano je po trikratnem brazilskem prvaku Formule 1 Nelsonu Piquetu.

## Zmagovalci
| Leto | Dirkač           | Moštvo          | Poročilo |
| ---- | ---------------- | --------------- | -------- |
| 1989 | Nigel Mansell    | Ferrari-Ferrari | Poročilo |
| 1988 | Alain Prost      | McLaren-Honda   | Poročilo |
| 1987 | Alain Prost      | McLaren-TAG     | Poročilo |
| 1986 | Nelson Piquet    | Williams-Honda  | Poročilo |
| 1985 | Alain Prost      | McLaren-TAG     | Poročilo |
| 1984 | Alain Prost      | McLaren-TAG     | Poročilo |
| 1983 | Nelson Piquet    | Brabham-BMW     | Poročilo |
| 1982 | Alain Prost      | Renault-Renault | Poročilo |
| 1981 | Carlos Reutemann | Williams-Ford   | Poročilo |
| 1978 | Carlos Reutemann | Ferrari-Ferrari | Poročilo |